# 瀧谷不動站
瀧谷不動站（日语：／ Takidani-fudō eki */?）是位於大阪府富田林市的近畿日本鐵道長野線之車站。

## 車站構造
側式月台2面2線之地面車站。

### 月台配置
| 月台 | 路線   | 方向 | 目的地           |
| ---- | ------ | ---- | ---------------- |
| 1    | 長野線 | 下行 | 河內長野方向     |
| 2    | 長野線 | 上行 | 大阪阿部野橋方向 |

## 相鄰車站
近畿日本鐵道
 長野線
■急行、■準急■普通
川西（O-20）－瀧谷不動（O-21）－汐之宮（O-22）

## 外部連結
- 瀧谷不動 - 近畿日本鐵道